# Maurice Lévy
Maurice Lévy, francoski inženir, matematik in fizik, * 28. februar 1838, Ribeauvillé, Alzacija, Francija, † 30. september 1910, Pariz, Francija.

## Življenje in delo
Lévy je študiral na École polytechnique in École nationale des ponts et chaussées in leta 1863 postal inženir. Leta 1867 je doktoriral z dizertacijo Essai théorique et appliqué sur le mouvement des liquides. Med francosko-prusko vojno (1870-1871) mu je Vlada nacionalne obrambe zaupala nadzor nad delom topništva.
V naslednjih desetletjih je zasedal več poučevalskih mest, profesor na École centrale Paris od leta 1875, član komisije za geodetske preglede Francije leta 1879 in profesor na Francoskem kolegiju (Collège de France) leta 1885.
V letu 1888 je uvedel sistem vlečenja ladij s pomočjo nadzemnih kablov. Preskusni sistem so namestili med pariškim jugovzhodnim predmestjem Joinville-le-Pont in Saint-Mauriceom. Sestavljal ga je neskončni kabel, ki so ga poganjali močni parni stroji, in na katerega so pritrdili ladje, ki so lahko potovale s hitrostjo 4 km/h. Pokazal se je sicer za nepraktičnega. 
Leta 1890 je uspešno povezal Webrove in Riemannove zakone elektrodinamike, in kjer je bila hitrost gravitacije enaka hitrosti svetlobe. Pristop Webra in drugih je bil napačen in tako so te poskuse zavrnili, Webrovo teorijo pa so nadomestile Maxwellove enačbe. Lévy je pomembno prispeval na področje teorije preoblikovanja.
Za člana Francoske akademije znanosti so ga sprejeli leta 1883, ob Bresseovi smrti, katerega je nadomestil v razredu mehanike. Bil je tudi član Francoskega inštituta in Kraljeve akademije znanosti v Rimu.

## Izbrana dela
- Sur les surfaces dont l'élément linéaire est homogène (1878).
- La statique graphique et ses applications aux constructions  (1874; 2. izdaja 1887),
- Sur le Principe d'Énergie (1888),
- Étude des Moyens de Traction des Bateaux: Le Halage Funiculaire (skupaj z M. G. Pavie, 1894).

Pisal je tudi članke o kinematiki, mehaniki, matematični fiziki, geometriji v Comptes-Rendus de l'Académie des Sciences, Journal de l'Ecole Polytechnique in Journal des Mathematiques Pures et Appliquées.

## Priznanja
Nagrade
Prejel je red legije časti.